# Nedzingės ir Amarnios upės
Nedzingės ir Amarnios upės este o arie protejată (arie specială de conservare — SAC, sit de importanță comunitară — SCI) din Lituania întinsă pe o suprafață de 21,31 ha, integral pe uscat.

## Localizare
Centrul sitului Nedzingės ir Amarnios upės este situat la coordonatele 54°13′30″N 24°21′45″E / 54.225°N 24.3626°E.

## Înființare
Situl Nedzingės ir Amarnios upės a fost declarat sit de importanță comunitară în iunie 2008 pentru a proteja 3 specii de animale. Situl a fost protejat și ca arie specială de conservare în martie 2021.

## Biodiversitate
Situată în ecoregiunea boreală, aria protejată nu include niciun habitat protejat.
La baza desemnării sitului se află mai multe specii protejate:
- mamifere (1): vidră de râu (Lutra lutra)
- pești (2): zglăvoacă (Cottus gobio), cicar (Lampetra planeri)

Pe lângă speciile protejate, pe teritoriul sitului au mai fost identificate 2 specii de păsări.